# Tarnóczy Menyhért
Tarnóczy Menyhért (Alsólelóc, 1704. január 6. – Zsolna, 1781. oktober 9.) Jézus-társasági áldozópap és tanár.

## Élete
1722. október 15-én lépett a rendbe; a költészet és ékesszólás tanára volt Kassán; később teljesen az egyházi szónoklatra adta magát és bejárta Magyarország nagy részét hittérítés céljából. A rend feloszlatása (1773) után Zsolnán élt.

## Művei
- Lustra Pannoniae tricennis Saeculi VIII. annis definita. Carmen elegicum. Uo. 1730
- Christianum Suadae Cassoviensis Somnium. Uo. 1731
- Gabr. Hevenesi S. J. Quadragesima sancta. Nagyszombat, 1739 (magyarúl)
- Speculum morum humanorum ac Divinae Justitiae. Győr, 1740 (újra nyomatott Kassán magyarúl)

(A Horologium sapientis... Cassoviae, 1724. c. költeményt Stoeger hibásan tulajdonította neki, mert ezt Taxonyi írta.)